# Fort du Replaton
Le fort du Replaton est un fort alpin français situé au sud-ouest de la commune de Modane dans le département de la Savoie en région Auvergne-Rhône-Alpes.
Perché à 1 210 m d'altitude sur les hauteurs du quartier de la gare de Modane, dans la vallée de la Haute Maurienne, le fort fut bâti à la fin du XIXe siècle afin de surveiller l'entrée du tunnel ferroviaire du Fréjus conduisant en Italie et situé sur l'autre versant de la vallée.
Le fort du Replaton est labellisé « Patrimoine du XXe siècle » depuis le 10 mars 2003.

## Construction
En mars 1860, le traité de Turin officialise l'annexion définitive de l'ancien duché de Savoie (ainsi que du comté de Nice) à la France. Peu de temps auparavant, en 1857 et sous les ordres du prince Victor-Emmanuel II, avaient commencé les travaux d'un tunnel ferroviaire devant rejoindre l'Italie voisine. Les travaux dureront encore une dizaine d'années et le tunnel sera inauguré le 17 septembre 1871. Dix ans plus tard, en 1881, le tunnel est rallongé de plus de 1 000 mètres afin de prévenir des glissements de terrain et son entrée côté français s'en retrouve modifiée.
À cette époque, une grande partie de l'Europe est divisée entre les deux axes rivaux que sont la Triple-Entente (France, Royaume-Uni, Russie), et la Triple Alliance (Allemagne, Autriche-Hongrie, Italie). C'est afin de se prémunir d'une éventuelle invasion menée par la Triplice que décision est prise moins de cinq ans après le rallongement du tunnel, de bâtir un fort d'interdiction qui, placé sur l'autre versant de la vallée, sera chargé de surveiller l'entrée du tunnel en cas d'agression ennemie et d'arrivée de convois d'artillerie lourde. Les travaux de construction débuteront ainsi à partir de 1885 et se poursuivront jusqu'en 1891.

## Le fort
Terminé en 1891, le fort du Replaton se verra toutefois recouvert d'une couche de béton de 1892 à 1894 pour se protéger de torpilles éventuelles.
L'effectif militaire du fort est de 112 hommes en 1891. Cette même année il comporte 14 pièces, et passera à 20 en 1913 alors que les tensions se font de plus en plus fortes entre les États de chaque axe. La Première Guerre mondiale débute d'ailleurs l'année suivante en 1914 et à cette date celui-ci compte deux casemates comportant au total une dizaine de canons, mais aussi 3 mortiers et 2 mitrailleuses. En outre 6 bastions complètent sa protection.
Situé à 1 210 mètres d'altitude, en surplomb de l'Arc et de Modane, le fort offre un point de vue direct et dégagé sur l'entrée du tunnel, qui ne se trouvait finalement plus qu'à 800 mètres à vol d'oiseau. Cela permettait ainsi aux canons de pouvoir l'atteindre à bout portant en cas de nécessité.
Le fort joua un rôle important dans les combats dans le vallon du Seuil en stoppant les troupes de l'armée italienne de Benito Mussolini en juin 1940.